# Unzione
L'unzione è l'atto dell'ungere il corpo umano o una parte di esso con unguenti, creme, oli a scopi medicamentosi o religiosi.

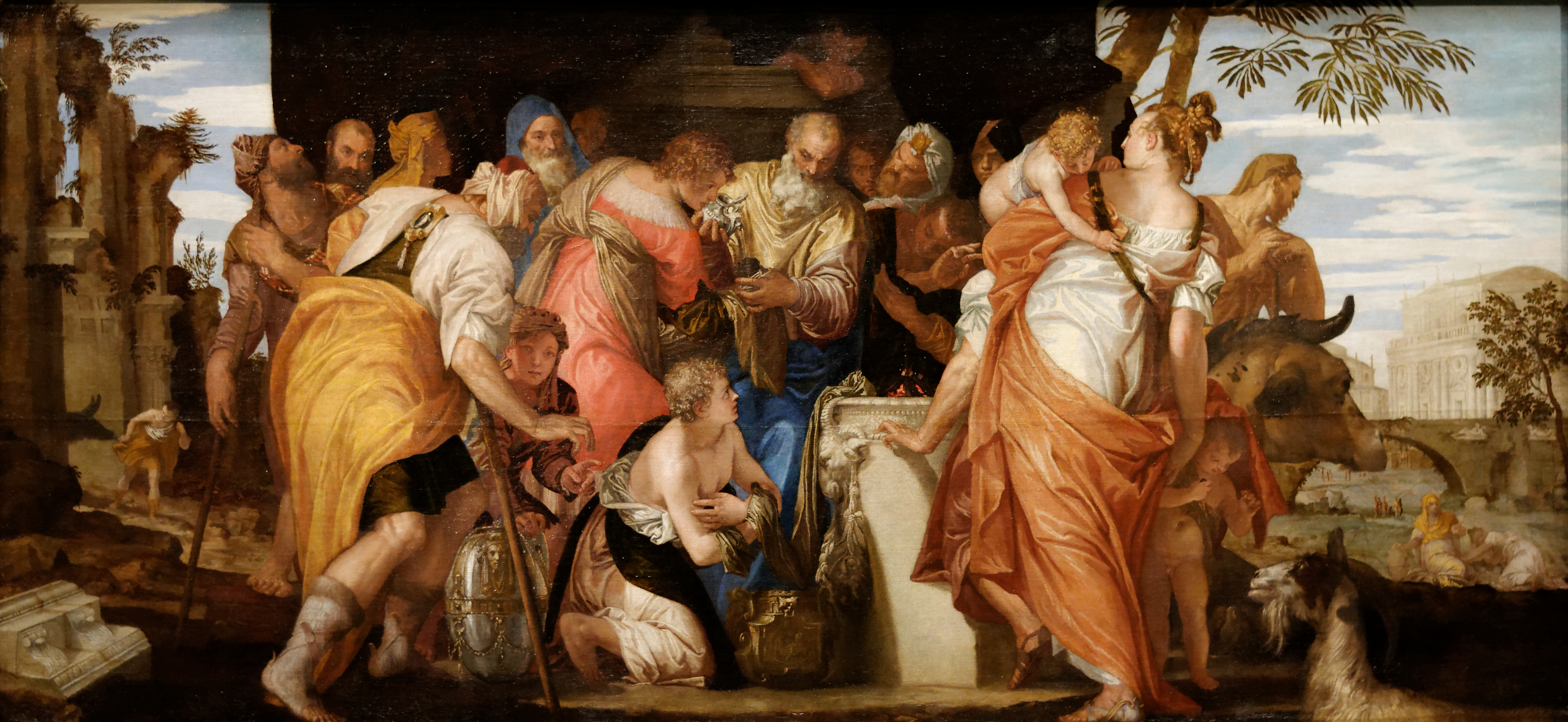
Unzione di Davide (opera di Paolo Veronese, 1555)

## Tradizione biblica

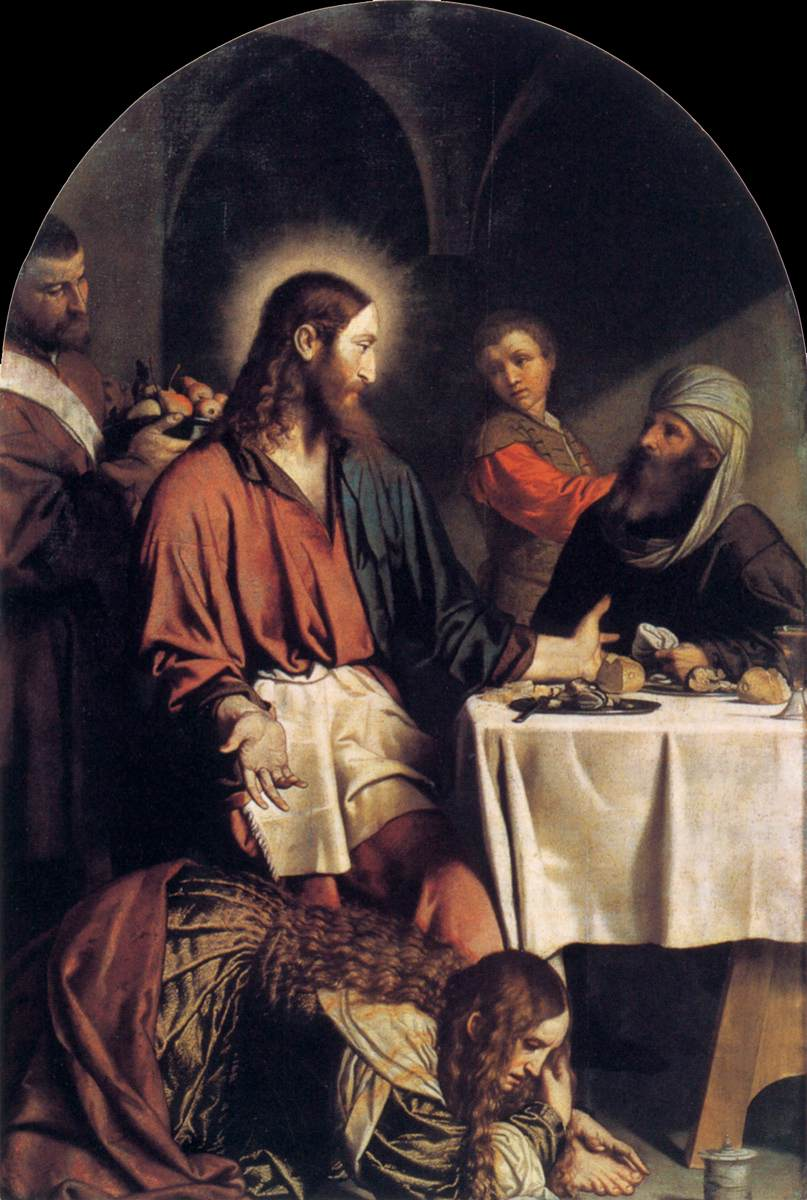
Unzione di Gesù da parte di Maria Maddalena (Moretto da Brescia, 1550)

L'unzione nella tradizione biblica consisteva nel versare sulla testa di un eletto dell'olio consacrato. Era riservata ai re ed ai sacerdoti e tra questi, in particolare, al sommo sacerdote.  	
Ad esempio Samuele unge i primi due re d'Israele, prima Saul: 

e poi Davide: 
Il rito dell'unzione dava al re un carattere sacro e faceva di lui il vassallo di Dio, l'unto di Dio. In effetti il termine ebraico per indicare il re è messia, che significa appunto unto. 

L'unzione era anche prevista per i sacerdoti. Dapprima sembra che fosse riservata al solo sommo sacerdote, in seguito la si estese anche agli altri. Ad esempio Mosè, nel libro dell'Esodo, riceve questo comando riguardo Aronne, primo sacerdote: 
Nella tradizione cristiana è infine Gesù a ricevere l'unzione, in virtù della quale viene detto Cristo (in greco Χριστός, Christós), cioè l'«unto».

## Liturgia cattolica
Nella liturgia cattolica, durante l'amministrazione di alcuni sacramenti, si unge la fronte e/o altre parti del corpo della persona che riceve il sacramento per infondere consacrazione, per implorare benedizione, per indicare perdono, ecc.
La Chiesa cattolica utilizza tre tipi di oli: l'olio dei catecumeni, l'olio degli infermi ed il crisma.
Con l'olio dei catecumeni viene eseguita un'unzione durante il rito del battesimo.
Con l'olio degli infermi viene unto il malato durante il rito dell'unzione degli infermi.
Il crisma è utilizzato in diversi sacramenti:
- nel battesimo, al termine del rito stesso, con un'unzione che conferma il sacramento ricevuto;
- nella confermazione come momento principale del sacramento stesso;
- nell'ordine sacro con l'unzione delle mani del candidato.

## Altri contesti

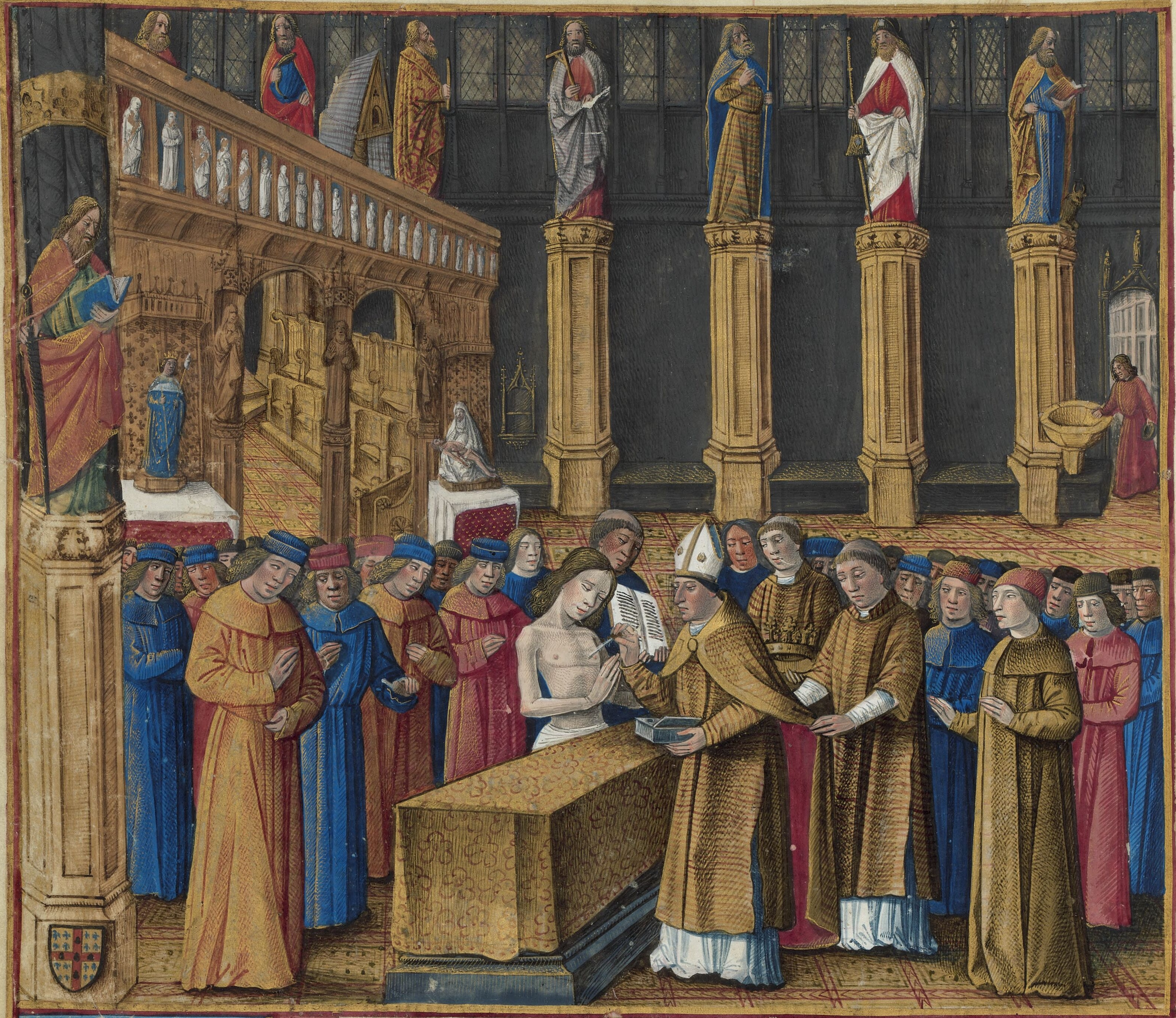
Unzione di Baldovino IV di Gerusalemme (secolo XV)

Fra i diversi contesti in cui si ricorreva all'unzione, vi era l'incoronazione dei sovrani di Francia, che avveniva tramite un olio tramandato sin dal tempo di Clodoveo I, conservato in una speciale fiala denominata «santa Ampolla». Questa fu conservata per un certo periodo nella tomba di san Remigio e successivamente nell'abbazia di Saint-Remi a Reims, ma venne distrutta durante la Rivoluzione francese.
In molte altre religioni l'unzione del corpo o parte di esso si usa per scopi magici di cura, o di trasmissione arcana di forze misteriose.